# L'alma occulta
L'alma occulta es el segundo EP de la banda argentina Massacre, lanzado a finales de 1995. Fue grabado y mezclado en River Recording Studios, Londres, Inglaterra. Su lanzamiento fue en edición limitada. 
El disco incluye una versión del tema "Eighteen" de Alice Cooper y "Jerry García" (incluido junto a "Tan solo quería ser" en Juguetes para olvidar) en homenaje al exlíder de Grateful Dead, Jerry García, quien había fallecido el mismo año del lanzamiento de este EP. También se filmó un videoclip del tema "Juicio a un bailarín", dirigido por José Armetta. 

## Lista de canciones
1. Juicio a un bailarín
2. Tan solo quería ser
3. A Jerry García
4. Eighteen  (Alice Cooper)

## Créditos
- Guillermo Wallas Cidade - voz
- Francisco Paco Ruiz Ferreyra - batería
- José Topo Armetta - bajo
- Pablo Mondello (Pablo M.) - guitarra

## Producción
- Ingeniero de grabación: Brad Lang
- Asistentes de grabación: Paul Sidley, Lawrence & Joel
- Mezcla y producción: Massacre y Pablo Mondello
- Arte y fotos: Massacre y José Topo Armetta

- Datos: Q5961225